# Gdaňský kříž
Gdaňský kříž (Německy: Danziger Kreuz) bylo nacistické vyznamenání Svobodného města Gdaňsk.
Vyznamenání bylo zavedeno 31. srpna roku 1939 gauleiterem Gdaňsku Albertem Forsterem ve dvou základních třídách jako ocenění pro ty, kteří přispěli k rozvoji nacistické strany NSDAP ve městě.

## Vzhled vyznamenání a způsob nošení
Kříž má tvar maltézského kříže bílé barvy a je na něm znázorněn znak města Gdaňsk. Zadní strana vyznamenání je plochá.
Kříž II. třídy byl nošen jako malá červená stuha s bílými a žlutými pruhy na krajích na levé straně prsou. Vyznamenání I. třídy bylo přípínáno za pomoci špendlíku na jeho spodní straně na levou stranu hrudníku podobně jako např. železný kříž I. třídy nebo kříž Friedricha-Augusta I. třídy.
Vyznamenání bylo navrženo SS-Oberführerem Benno von Arentem.

## Známí nositelé kříže
Celkem bylo uděleno 88 vyznamenání I. třídy a 253 křížů II. třídy, většina z nich při obřadu ze 24. října roku 1939.

### Kříž I. třídy
- Ludolf von Alvensleben
- Benno von Arent
- Erich von dem Bach-Zelewski
- Hans Frank
- Joseph Goebbels
- Hermann Göring
- Hans Friedemann Götze
- Hans Griep
- Max Halbe
- Kurt Hartrampf
- Reinhard Heydrich
- Erich Hilgenfeldt
- Berthold Maack
- Karl Sigismund Litzmann
- Werner Lorenz
- Joachim von Ribbentrop
- Franz Xaver Schwarz
- Max Simon
- Fritz Todt

### Kříž II. třídy
- Hans Baur
- Kurt Daluege
- Arthur Seyß-Inquart
- Julius Schaub